# بلدية غزة
بلدية غزة هي بلدية فلسطينية أنشئت عام 1893، وكان أول رئيس مجلس بلدي في مدينة غزة الحاج/ مصطفى العلمي وآخر من تولى رئاسة المجلس في العهد العثماني السيد/ سعيد الشوا، الذي أنجز المستشفى البلدي الذي أصبح فيما بعد داراً لبلدية غزة حتى يومنا هذا.
وتوالت على مدينة غزة عدة مجالس بلدية بدأت في عهد الدولة العثمانية في عام 1893 ومروراً بفترة الانتداب البريطاني بينما 1918-1948 ثم الإدارة المصرية للقطاع ومن بعده الاحتلال الإسرائيلي 1967-1994.
وبعودة السلطة الفلسطينية عام 1994 ولأول مرة في تاريخ غزة، أصدر الرئيس الراحل ياسر عرفات، قراراً بتشكيل مجلس بلدي جديد لإدارة شؤون البلدية، حيث كلف السيد/ عون سعدي الشوا، بتشكيل مجلس بلدي للمدينة يتناسب والمصلحة العامة ومتطلبات المدينة العاجلة، فقام الشوا بتشكيل المجلس بتاريخ 26/7/1994، وهو يعتبر أول مجلس بلدي في ظل سلطة فلسطينية في التاريخ الحديث شكل لمواجهة الأحوال المتردية في البنية التحتية والخدمات.
نجحت البلدية في حمل الأمانة وفي تغيير صورة المدينة التي دمرتها سنوات الاحتلال البغيض بفضل الله أولاً ثم بفضل الجهود المخلصة التي بذلها ويبذلها العاملون في بلدية غزة بدءاً من العامل البسيط وحتى أعضاء المجلس البلدي.

## تاريخ بلدية غزة
ليست هناك سجلات دقيقة محفوظة تبين المجالس البلدية التي تعاقبت على مدينة غزة، قبل الاحتلال البريطاني في السابع من نوفمبر/ تشرين ثان عام 1917. ولكن ثمة تاريخ يؤكد أن أول مجلس بلدي لمدينة غزة، قد شكل عام 1893 دون ذكر رئيسه أو أعضائه.
وشُكل أول مجلس بلدي لغزة، من السيد/ علي خليل الشوا، وفق كبار السن بالمدينة، ثم تلاه الحاج/ سعيد محمد الشوا، الذي اعتبر أول رئيس مجلس لبلدية غزة من سنة 1906 إلى سنة 1917، حيث كان يعمل مع مجلس وهيئة بلدية.
واستمر ذلك المجلس طيلة سنوات الحرب العالمية الأولى، كما ثبت من قصاصة جريدة فلسطين التي كانت تصدر في مدينة يافا، حيث نشرت برقية من الباب العالي إلى رئيس بلدية غزة، الحاج/ سعيد الشوا، مستفسرة عن واقعة ضرب مدينة رفح، بالقنابل من قبل باخرة إيطالية.
وأشرف المجلس المذكور برئاسة الحاج/ سعيد الشوا، على إنشاء مبنى أول مستشفى بلدي في مدينة غزة، فوق تل السكن، والمعروف حاليًا بمبنى البلدية الرئيس (مبنى الإدارة)، وذلك في نفس سنة إنشاء المستشفى المعمداني القريب جدًا منه، والذي أنشأته مؤسسة تبشيرية سنة 1904.
وشيد المجلس عدة جوامع ومساجد ومدارس في مدينة غزة، وعمل على ترميم الجامع الكبير، وأدخل المحراث الحديث للمدينة، وساعد أهالي غزة في قضاء حوائجهم.
| مساحة نفوذ بلدية غزة          | 55.8 كم2     |
| ----------------------------- | ------------ |
| عدد السكان ضمن نفوذ المدينة   | 694 ألف نسمة |
| نسبة التخطيط الهيكلي للمدينة  | 100%         |
| نسبة التخطيط التفصيلي للمدينة | 63%          |

## المجلس البلدي الحالي
تسلم المجلس البلدي إدارة بلدية غزة مطلع آب/أغسطس 2019، في وقت تعاني فيه البلدية أزمة مالية كبيرة وترهلا إداريا وقلة في الموارد والإمكانات. ويضم المجلس البلدي 10 أعضاء يحملون شهادات ودرجات علمية عالية في تخصصات متنوعة، يمثلون أحياء ومناطق المدينة، ولديهم الرغبة والدافعية للنهوض بواقع مدينة غزة وبلديتها لتصبح البيت الحاضن للجميع. ويعمل المجلس البلدي على تحديد السياسات التي تحكم عمل البلدية، ويوفر الإشراف والمساءلة من خلال لجان متخصصة للمجلس إلى جانب الاجتماعات الدورية مع كوادر البلدية.
- أ. د. يحيى رشدي السراج رئيس بلدية غزة[3]
- أ. تامر رضوان الريس نائب رئيس بلدية غزة
- م. إسماعيل جمال حمادة عضو مجلس بلدي
- أ. مصطفى رشدي قزعاط عضو مجلس بلدي
- م. هاشم عرفة سكيك عضو مجلس بلدي
- أ. مروان فارس الغول عضو مجلس بلدي
- د. جميل سليمان طرزي عضو مجلس بلدي
- أ. بدر يونس صبرة عضو مجلس بلدي
- أ. فداء محسن المدهون عضو مجلس بلدي
- أ. لؤي سليم عياد عضو مجلس بلدي

## بلدية غزة في الحروب
استمرت بلدية غزة بتقديم الخدمات الأساسية للمواطنين بالرغم من الخطورة العالية والإمكانيات المحدودة وقد عملت لجنة الطواريء في بلدية غزة ضمن أولويات أربعة هي (المياه، الصرف الصحي، جمع النفايات وفتح الشوارع).
في الحادي والعشرين من يونيو 2024 قام الاحتلال الاسرائيلي باستهداف بعض موظفي الطوارئ في بلدية غزة مما أدى إلى استشهاد 5 من العاملين وهم:
- المهندس أنور صبحي الجندي (54 عاما) – عضو لجنة الطوارئ.
- زاهر حمدي الحداد (41 عاما).
- شريف عمر الجندي (33 عاما).
- إبراهيم زهير أبو خاطر (32 عاما).
- أحمد اسماعيل الحلو (24 عاما).